# 사기죄
| |
| 형법 刑法 |
| 형법학 · 범죄 · 형벌 죄형법정주의 |
| 범죄론 |
| 구성요건 · 실행행위 · 부작위범 간접정범 · 미수범 · 기수범 · 중지범 불능범 · 상당인과관계 고의 · 고의범 · 착오 과실 · 과실범 공범 · 정범 · 공동정범 공모공동정범 · 교사범 · 방조범 |
| 항변 |
| 위법성조각사유 · 위법성 · 책임 · 책임주의 책임능력 · 심신상실 · 심신미약 · 정당행위 · 정당방위 · 긴급피난 · 오상방위 · 과잉방위 · 강요된 행위                                     |
| 죄수 |
| 상상적 경합 · 연속범 · 병합죄 |
| 형벌론 |
| 사형 · 징역 · 금고 벌금 · 구류 · 과료 · 몰수 법정형 · 처단형 · 선고형 자수 · 작량감경 · 집행유예                                                                                  |
| 대인범죄 |
| 보통살인죄 · 존속살해죄 · 자살교사·방조죄 |
| 촉탁승낙살인죄 · 영아살해죄 · 낙태죄 |
| 상관살해죄 |
| 폭행죄 · 상해치사죄 · 절도죄 |
| 성범죄 · 성매매알선 · 강간죄 |
| 유괴 · 과실치사상죄 · |
| 대물범죄 |
| 손괴죄 · 방화죄 |
| 절도죄 · 강도죄 · 사기죄 |
| 사법절차 방해죄 |
| 공무집행방해죄 · 뇌물죄 |
| 위증죄 · 배임죄 |
| 미완의 범죄 |
| 시도 · 모의 · 공모 |
| 형법적 항변 |
| 자동증, 음주 & 착오 |
| 정신 이상 · 한정책임능력 |
| 강박 · 필요 |
| 도발 · 정당방위 |
| 다른 7법 영역 |
| 헌법 · 민법 · 형법 |
| 민사소송법 · 형사소송법 · 행정법 |
| 포털: 법 · 법철학 · 형사정책 |
| v • d • e • h |

사기죄(詐欺罪, 영어: deception, fraud)는 사람을 기망하여 재물을 편취하거나 재산상의 불법한 이익을 취득하거나 타인으로 하여금 취득하게 함으로써 성립하는 범죄를 말한다.(대한민국 형법 제347조, 일본 형법 제246조)
사기죄의 보호법익은 개인의 재산이고, 단지, "속였을" 뿐인 경우와 재산 이외의 이익이 침해된 경우에는 성립하지 않는다. 그러므로, 사회 일반에서 말하는 "사기"의 개념과는 다소 괴리가 있다. 광의로는 사기죄와 사기이득죄 이외에, 준사기죄와 컴퓨터 등 이용사기죄(일본형법 상 전자계산기사용사기죄)를 포함한다.
사기죄는 재물죄인 동시에 이득죄이다. 그러나 개개 재물에 대한 소유권범죄가 아니라 재산죄이다. 즉 사기취재죄(詐欺取財罪)의 경우에도 그 대상은 위법영득의 대상인 재물이 아니라, 오직 위법이득의 대상이 되는 개개의 재산이다. 반면, 사기이득죄(詐欺利得罪)의 대상은 보다 넓게 전체로서의 재산이다.
돈을 빌린 뒤 고의로 갚지 않고 도주하는 것 역시 사기죄에 해당된다.
이 죄는 형법 제347조에 규정되어 있으며, 처벌은 10년 이하의 징역형이나 2000만 원 이하의 벌금이다.
참고로, 단순 채무불이행은 사기죄에 해당하지 않는다.

## 대한민국에서의 사기죄

### 조문
형법 제347조 (사기)
1. 사람을 기망하여 재물의 교부를 받거나 재산상의 이익을 취득한 자는 10년 이하의 징역 또는 2천만원 이하의 벌금에 처한다.
2. 전항의 방법으로 제삼자로 하여금 재물의 교부를 받게 하거나 재산상의 이익을 취득하게 한 때에도 전항의 형과 같다.

### 범죄 성립요건
범죄는 구성요건(Tatbestand)에 해당하는가, 위법성(Rechtswidrigkeit)을 조각하지는 않는가, 책임(Schuld)을 조각하지는 않는가의 삼단계 심사를 차례로 거치며, 하나라도 요건을 불만족시키면 무죄가 된다. 이 세 가지를 범죄 성립요건이라고 부른다.

#### 구성요건
사기죄가 성립하기 위한 구성요건요소로 기망행위, 처분행위, 고의, 불법영득(또는 불법이득)의사가 필요하다.

##### 기망행위
- 사기죄의 실행행위로서의 기망은 반드시 법률행위의 중요 부분에 관한 허위표시임을 요하지 아니하고 상대방을 착오에 빠지게 하여 행위자가 희망하는 재산적 처분행위를 하도록 하기 위한 판단의 기초가 되는 사실에 관한 것이면 족한 것이므로, 용도를 속이고 돈을 빌린 경우에 있어서 만일 진정한 용도를 고지하였더라면 상대방이 돈을 빌려 주지 않았을 것이라는 관계에 있는 때에는 사기죄의 실행행위인 기망은 있는 것으로 보아야 한다.[4]

- 사기죄의 요건으로서의 기망은 널리 재산상의 거래관계에서 서로 지켜야 할 신의와 성실의 의무를 저버리는 모든 적극적 또는 소극적 행위를 말하는 것으로서, 반드시 법률행위의 중요부분에 관한 것임을 요하지 않고, 상대방을 착오에 빠지게 하여 행위자가 희망하는 재산적 처분행위를 하도록 하기 위한 판단의 기초 사실에 관한 것이면 충분하고, 어떤 행위가 다른 사람을 착오에 빠지게 한 기망행위에 해당하는가의 여부는 거래의 상황, 상대방의 지식, 경험, 직업 등 행위 당시의 구체적 사정을 고려하여 일반적·객관적으로 판단해야 할 것이다.[5]

##### 재산상 손해
독일 형법 제263조에는 재산상 손해가 필요하다는 명문의 규정이 있지만, 한국 형법 제347조에는 재산상 손해가 필요하다는 규정이 없기 때문에 의견이 나뉜다. 통설은 필요설이나 판례는 불요설을 일관하고 있다. 그밖에 사기취재죄는 불필요하나 사기이득죄는 필요설을 취하는 이분설도 있다.
재물편취를 내용으로 하는 사기죄에 있어서는 기망으로 인한 재물교부가 있으면 그 자체로써 피해자의 재산침해가 되어 이로써 곧 사기죄가 성립하는 것이고, 상당한 대가가 지급되었다거나 피해자의 전체 재산상에 손해가 없다 하여도 사기죄의 성립에는 그 영향이 없으므로 사기죄에 있어서 그 대가가 일부 지급된 경우에도 그 편취액은 피해자로부터 교부된 재물의 가치로부터 그 대가를 공제한 차액이 아니라 교부받은 재물 전부이다.

##### 고의
사기죄의 주관적 구성요건인 편취의 범의는 피고인이 자백하지 않는 이상 범행 전후의 피고인의 재력, 환경, 범행의 경위와 내용, 거래의 이행과정 등과 같은 객관적인 사정 등을 종합하여 판단할 수밖에 없는 것이고, 그 범의는 확정적인 고의가 아닌 미필적 고의로도 족하다 할 것이다.

##### 불법영득의사
사기죄에 있어서 불법영득의 의사라 함은 타인의 물건을 자기 것으로 삼으려는 의사뿐 아니라 타인물건을 일시적으로 그 경제적 용법에 따라 이용 또는 처분하려는 의사까지도 포함한다 할 것이다.

#### 위법성
위법성조각사유가 하나라도 인정되면 무죄가 된다.

#### 책임
책임조각사유가 하나라도 인정되면, 무죄가 된다.

### 사례
피고인은 2011. 10. 10. 23:00경 서울 서초구 서초2동 119에 있는 피해자 장회빈이 운영하는 룰루' 유흥주점에서 마치 술값 등을 제대로 지급할 것처럼 행세하며 술 등을 주문하여 이에 속은  피해자로부터 100만 원에 해당하는 술과 서비스 등을 제공받았다. 그러나 피고인은 현금 2만 원만 가지고 있어 그 대금을 지급할 의사나 능력이 없었다.
- 주식매도인이 거래대상 목적물이 증자 전의 주식이 아니라 증자 후의 주식이라는 점을 고지하지 않았다면 부작위에 의한 사기죄가 성립한다.[11]

### 판례
- 부동산의 명의수탁자가 부동산을 제3자에게 매도하고 매매를 원인으로 한 소유권이전등기까지 마쳐 준 경우, 명의신탁의 법리상 대외적으로 수탁자에게 그 부동산의 처분권한이 있는 것임이 분명하고, 제3자로서도 자기 명의의 소유권이전등기가 마쳐진 이상 무슨 실질적인 재산상의 손해가 있을 리 없으므로 그 명의신탁 사실과 관련하여 신의칙상 고지의무가 있다거나 기망행위가 있었다고 볼 수도 없어서 그 제3자에 대한 사기죄가 성립될 여지가 없고, 나아가 그 처분시 매도인(명의수탁자)의 소유라는 말을 하였다고 하더라도 역시 사기죄가 성립하지 않으며, 이는 자동차의 명의수탁자가 처분한 경우에도 마찬가지이다.[12]
- 사기죄는 타인을 기망하여 착오에 빠뜨리게 하고 그 처분행위를 유발하여 재물이나 재산상의 이득을 얻음으로써 성립하는 것이므로 여기에 처분행위라고 하는 것은 재산적 처분행위를 의미하는 것이라고 할 것인바, 배당이의 소송의 제1심에서 패소판결을 받고 항소한 자가 그 항소를 취하하면 그 즉시 제1심판결이 확정되고 상대방이 배당금을 수령할 수 있는 이익을 얻게 되는 것이므로 위 항소를 취하하는 것 역시 사기죄에서 말하는 재산적 처분행위에 해당한다.[13]
- 타인의 폭행으로 상해를 입고 병원에서 치료를 받으면서 상해를 입은 경위에 관하여 거짓말을 하여 국민건강보험공단으로부터 보험급여 처리를 받은 경우 위 상해가 ‘전적으로 또는 주로 피고인의 범죄행위에 기인하여 입은 상해’라고 할 수 없다면 사기죄가 성립하지 않는다.[14].
- 식육식당을 경영하는 자가 음식점에서 한우만을 취급한다는 취지의 상호를 사용하여 광고선전판, 식단표 등에도 한우만을 사용한다고 기재하면서 이를 보고 찾아온 손님들에게 수입소갈비를 판매한 경우 사기죄가 성립한다.[15].
- 중고 자동차 매매에 있어서 매도인의 할부금융회사 또는 보증보험에 대한 할부금 채무는 매수인에게 당연히 승계되는 것이 아니므로 그 할부금 채무의 존재를 매수인에게 고지하지 아니한 것은 부작위에 의한 기망에 해당하지 아니한다.[16].
- 피고인은 예금주로서 은행에 대하여 예금반환을 청구할 수 있는 권한을 가진 자이므로, 위 은행을 피해자로 한 사기죄가 성립하지 않는다[17].
- 도박이란 2인 이상의 자가 상호간에 재물을 도(賭)하여 우연한 승패에 의하여 그 재물의 득실을 결정하는 것이므로, 이른바 사기도박과 같이 도박당사자의 일방이 사기의 수단으로써 승패의 수를 지배하는 경우에는 도박에서의 우연성이 결여되어 사기죄만 성립하고 도박죄는 성립하지 아니한다.[18]
- 보험상담원이 진정으로 보험료를 납부할 의사와 능력이 없는 보험가입자들의 1회 보험료를 대납하는 방식으로 보험계약을 체결하고 그 실적에 따라 피해자로부터 수수료를 지급받은 행위는 고지할 사실을 묵비함으로써 피해자를 기망한 것이므로 사기죄에 해당한다.[19]
- 보험계약 체결 당시에 이미 발생한 교통사고로 인한 질환과 관련하여 피고인이 치료를 받았을 뿐만 아니라 앞으로 치료를 더 받게 될 개연성이 농후한데도 자기의 과거병력과 치료이력을 묵비하고 보험계약을 체결하는 경우는 기망에 해당한다.[20]
- 甲이 乙에게 전매가 1회로 제한된 거주자공급택지분양권을 이중으로 매도하고, 택지분양권을 순차 매수한 丙･丁에게 이중매도 사실을 숨긴 채 자신의 명의로 형식적인 매매계약서를 작성해 준 경우 甲이 직접 매매대금을 수령하지 않았다고 하더라도 丙･丁에 대한 사기죄가 성립한다.[21]
- 장물인 자기앞수표를 취득한 후 이를 음식대금으로 교부하고 거스름돈을 받은 경우 그 교부행위는 별도의 사기죄를 구성하지 않는다.[22]
- 피고인 등이 사기도박에 필요한 준비를 갖추고 그 실행에 착수한 후에 사기도박을 숨기기 위하여 얼마간 정상적인 도박을 하였더라도 이는 사기죄의 실행행위에 포함되는 것이어서, 피고인에 대하여는 피해자들에 대한 사기죄만이 성립하고 도박죄는 따로 성립하지 아니한다.[23]
- 전기통신금융사기(이른바 보이스피싱 범죄)의 범인이 피해자를 기망하여 피해자의 돈을 사기 이용계좌로 송금ㆍ이체받았다면 이로써 편취행위는 기수에 이른다. 따라서 범인이 피해자의 돈을 보유하게 되었더라도 이로 인하여 피해자와 사이에 어떠한 위탁 또는 신임관계가 존재 한다고 할 수 없는 이상 피해자의 돈을 보관하는 지위에 있다고 볼 수 없으며 나아가 그 후에 범인이 사기이용계좌에서 현금을 인출하였더라도 이는 이미 성립한 사기범행의 실행행위에 지나지 아니하여 새로운 법익을 침해한다고 보기도 어려우므로 위와 같은 인출행위는 사기의 피해자에 대하여 따로 횡령죄를 구성하지 아니한다 그리고 이러한 법리는 사기범행에 이용 되리라는 사정을 알고서도 자신 명의 계좌의 접근매체를 양도함으로써 사기범행을 방조한 종 범이 사기이용계좌로 송금된 피해자의 돈을 임의로 인출한 경우에도 마찬가지로 적용된다.[24]
- 사기죄에 있어서 수인의 피해자에 대하여 각 피해자 별로 기망행위를 하여 각각 재물을 편취 한 경우에 그 범의가 단일하고 범행방법이 동일하다고 하더라도 포괄일죄가 성립하는 것이 아니라 피해자별로 1개씩의 죄가 성립하는 것으로 보아야 한다.[25]
- 공동의 사기 범행으로 인하여 얻은 돈을 공범자끼리 수수한 행위가 공동정범들 사이의 그 범 행에 의하여 취득한 돈이나 재산상 이익의 내부적인 분배행위에 지나지 않는 것이라면 그 돈의 수수행위가 따로 배임수증재죄를 구성한다고 볼 수는 없다.[26]
- A가 甲의 기망행위로 인하여 착오에 빠진 결과 내심의 의사와 다른 효과를 발생시키는 내용의 처분문서에 서명 또는 날인함으로써 처분문서의 내용에 따른 재산상 손해가 초래되었다면 그와 같은 처분문서에 서명 또는 날인한 A의 행위는 사기죄에서 말하는 처분행위에 해당한다.[27]
- 주유소 운영자가 농․어민 등에게 조례특례제한법에 정한 면세유를 공급한 것처럼 위조 한 유류공급확인서로 정유회사를 기망하여 면세유를 공급받은 경우, 국가 또는 지방자치 단체에 대한 사기죄가 성립하지 않는다.[28]
- 비의료인이 개설한 의료기관이 의료법에 의하여 적법하게 개설된 요양기관인 것처럼 국 민건강보험공단에 요양급여비용의 지급을 청구하여 지급받은 경우 사기죄가 성립한다.[29]
- 사기죄에서 피기망자의 처분의사는 착오에 빠진 피기망자가 어떤 행위를 한다는 인식이 있으 면 충분하고, 그 행위가 가져오는 결과에 대한 인식까지 필요하다고 볼 것은 아니다[30]
- 피고인이 타인과 공모하여 그를 상대로 의제자백 판결을 받아 소유권이전등기를 마친 경우, 소송사기가 성립하지 않는다[31]
- 이른바 ‘서명사취’ 사기에서, 피기망자가 처분결과, 즉 문서의 구체적 내용과 법적 효과를 미처 인식하지 못하였더라도, 어떤 문서에 스스로 서명 또는 날인함으로써 처분문서에 서명 또는 날인하는 행위에 관한 인식이 있었던 이상 피기망자의 처분의사는 인정된다.[32]
- 채무이행을 연기받는 것은 사기죄에 있어서 재산상의 이익이 되므로 채무자가 채권자에 대하여 소정기일까지 지급할 의사나 능력이 없음에도 종전 채무의 변제기를 늦출 목적에 서 어음을 발행 교부한 경우에는 사기죄가 성립한다.[33]
- 편취한 약속어음을 그와 같은 사실을 모르는 제3자에게 편취 사실을 숨기고 할인받은 행위는 당초의 어음 편취와는 별개로 새로운 사기죄를 구성한다.[34]
- 착오에 빠진 원인 중에 피기망자 측의 과실이 있는 경우에도 사기죄가 성립한다[35]
- 피고인 등이 사기도박에 필요한 준비를 갖추고 그 실행에 착수한 후에 사기도박을 숨기기 위하여 얼마간 정상적인 도박을 하였더라도 이는 사기죄의 실행행위에 포함되는 것이어서, 피고인에 대하여는 피해자들에 대한 사기죄만이 성립하고 도박죄는 따로 성립하지 아니한다.[36]
- 가압류는 강제집행의 보전방법에 불과한 것이어서 허위의 채권을 피보전권리로 삼아 가압류를 하였다고 하더라도 그 채권에 관하여 현실적으로 청구의 의사표시를 한 것이라고는 볼 수 없으므로, 본안소송을 제기하지 아니한 채 가압류를 한 것만으로는 사기죄의 실행에 착수하였다고 할 수 없다.[37]
- 사기죄에서 그 대가가 일부 지급되거나 담보가 제공된 경우에도 편취액은 피해자로부터 교부된 금원으로부터 그 대가 또는 담보 상당액을 공제한 차액이 아니라 교부받은 금원 전부라고 보아야 한다[38]
- 사기죄에서 수인의 피해자에 대하여 각 피해자별로 기망행위를 하여 각각 재물을 편취한 경우에 그 범의가 단일하고 범행방법이 동일하다고 하더라도 포괄일죄가 성립하는 것이 아닌 피해자별로 1개씩의 죄가 성립하는 것으로 보아야 한다. 다만 피해자들이 하나의 동업체를 구성하는 등으로 피해 법익이 동일하다고 볼 수 있는 사정이 있는 경우에는 피해자가 복수이더라도 이들에 대한 사기죄를 포괄하여 일죄로 볼 수도 있다[39]
- 민법 제746조의 불법원인급여에 해당하여 급여자가 수익자에 대한 반환청구권을 행사할 수 없다고 하더라도, 수익자가 기망을 통하여 급여자로 하여금 불법원인급여에 해당하는 재물을 제공하도록 하였다면 사기죄가 성립한다고 할 것이다[40]
- 사기죄는 타인이 점유하는 재물을 그의 처분행위에 의하여 취득함으로써 성립하는 죄이므로 자기가 점유하는 타인의 재물에 대하여는 이것을 영득 함에 기망행위를 한다하여도 사기죄는 성립하지 아니하고 횡령죄만을 구성한다[41]
- 피고인이 접속 후 매 30초당 정보이용료 1,000원이 부과되는 060 회선을 임차하여 휴대폰 사용자들인 피해자들에게 음악편지도착 등의 문자 메시지를 무작위로 보내어 마치 아는 사람으로부터 음악 및 음성 메시지가 도착한 것으로 오인하게 하여 통화버튼을 눌러 접속하게 한 후 정보이용료가 부과되게 한 행위는 사기죄의 구성요건에 해당한다.[42]
- 가계수표발행인이 자기가 발행한 가계수표를 타인이 교부받아 소지하고 있는 사실을 알면서도, 또한 그 수표가 적법히 지급 제시되어 수표상의 소구의무를 부담하고 있음에도 불구하고 허위의 분실사유를 들어 공시최고 신청을 하고 이에 따라 법원으로부터 제권판결을 받음으로써 수표상의 채무를 면하여 그 수표금 상당의 재산상 이득을 취득하였다면 이러한 행위는 사기죄에 해당한다.[43]
- 예금주인 현금카드 소유자로부터 그 카드를 편취하여 비록 하자 있는 의사표시이기는 하지만 현금카드 소유자의 승낙에 의하여 사용권한을 부여받은 이상 피고인이 현금카드의 소유자로부터 예금인출의 승낙을 받고 현금카드를 교부받은 행위와 이를 사용하여 현금자동지급기에서 예금을 여러 번 인출한 행위들은 모두 포괄하여 하나의 사기죄를 구성한다.[44]
- 의사가 특정 시술을 받으면 아들을 낳을 수 있을 것이라는 착오에 빠져 있는 피해자에게 그 시술의 효과와 원리에 관하여 사실대로 고지하지 아니한 채 아들을 낳을 수 있는 시술인 것처럼 가장하여 일련의 시술과 처방을 행한 경우 부작위에 의한 사기죄가 성립한다.[45]
- 강취한 신용카드를 가지고 자신이 그 신용카드의 정당한 소지인인양 가맹점의 점주를 속이고 그에 속은 점주로부터 주류 등을 제공받아 이를 취득한 것이라면 신용카드부정사용죄와 별도로 사기죄가 성립한다.[46]
- 사기죄를 범한 자가 피해자에게 그 대가를 지급한 후, 그 피해자를 기망하여 그가 보유하고 있는 그 대가를 다시 편취하거나 그 피해자로부터 그 대가를 위탁받아 보관 중 횡령한 경우 기존에 성립한 사기죄와는 별도의 새로운 사기죄나 횡령죄가 성립한다[47]
- 사기죄가 성립하기 위해서는 기망행위와 상대방의 착오 및 재물의 교부 또는 재산상의 이익의 공여와의 사이에 순차적인 인과관계가 있어야 하지만, 착오에 빠진 원인 중에 피기망자 측에 과실이 있는 경우에도 사기죄가 성립한다[48]
- 환자들의 건강상태에 맞게 적정한 진료행위를 하지 않은 채 입원의 필요성이 적은 환자들에게까지 입원을 권유하고 퇴원을 만류하는 등으로 장기간의 입원을 유도하여 국민건강보험공단에 과다한 요양급여비를 청구한 행위는 사회통념상 권리행사의 수단으로 용인할 수 없는 것이어서, 비록 그 중 일부 기간에 대하여 실제 입원치료가 필요하였다고 하더라도 그 부분을 포함한 당해 입원기간의 요양급여비 전체에 대하여 사기죄가 성립한다[49]
- 전화 진찰만을 한 이후 국민건강보험관리공단에 전화 등을 통한 진료임을 밝히지 아니한 채 요양급여비용을 청구하여 지급받은 것이 사기죄에 해당한다.[50]
- 피고인이 보험금을 편취할 의사로 허위로 보험사고를 신고하거나 고의로 보험사고를 유발한 경우 보험금에 관한 사기죄가 성립하고, 나아가 설령 피고인이 보험사고에 해당할 수 있는 사고로 경미한 상해를 입었다고 하더라도 병원에 장기간 입원하고 이를 이유로 실제 피해에 비하여 과다한 보험금을 지급받는 경우에는 보험금 전체에 대해 사기죄가 성립한다[51]
- 피해자 법인이나 단체의 대표자 또는 실질적으로 의사결정을 하는 최종결재권자 등 기망의 상대방이 기망행위자와 동일인이거나 기망행위자와 공모하는 등 기망행위를 알고 있었던 경우에는 사기죄가 성립할 여지가 없다.[52]
- A가 甲의 기망행위로 인하여 착오에 빠진 결과 내심의 의사와 다른 효과를 발생시키는 내용의 처분 문서에 서명 또는 날인함으로써 처분문서의 내용에 따른 재산상 손해가 초래되었다면 그와 같은 처 분문서에 서명 또는 날인한 A의 행위는 사기죄에서 말하는 처분행위에 해당한다.[53]
- 주유소 운영자가 농·어민 등에게 「조례특례제한법」에 정한 면세유를 공급한 것처럼 위조한 유류공급확인서로 정유회사를 기망하여 면세유를 공급받은 경우, 국가 또는 지방자치단체에 대한 사기죄 가 성립하지 않는다.[54]
- 비의료인이 개설한 의료기관이 「의료법」에 의하여 적법하게 개설된 요양기관인 것처럼 국민건강보 험공단에 요양급여비용의 지급을 청구하여 지급받은 경우 사기죄가 성립한다.[55]

### 부작위에 의한 기망행위와 관련하여 법률상 고지의무

#### 의무 긍정
- 매매목적물에 관하여 매수인에게 이미 제3자의 신청에 의하여 처분금지가처분결정이 된 사실 을 고지할 의무[56]
- 임대인이 임대차계약을 체결하면서 임차인에게 임대목적물이 경매진행 중인 사실을 고지할 의무[57]
- 매각 토지에 대하여 도시계획이 입안되어 있어 장차 협의매수되거나 수용될 것이라는 사정을 이를 잘 알지 못하는 매수인에게 고지할 의무[58]

#### 의무 부정
- 부동산의 이중매매에 있어서 제 의 매수인에게 제 의 매매계약을 일방적으로 해제할 수 없는 처지에 있다는 사실을 고지할 의무[59]

## 사기미수죄
사기미수죄는 재물을 교부받거나 재산상의 이익을 취득하기 위하여 상대방을 착오에 빠뜨리려는 기망수단을 사용한 사실이 있으면 족하고 상대방이 착오에 빠지지 아니하여 그 목적을 이루지 못하면 사기미수죄를 구성하는 것이므로 피고인이 이미 전에 금원을 편취당한 바 있던 피해자에게 다시 금원차용을 요구한 소위는 사기미수죄에 해당한다.

## 사기죄의 통계
전세계적으로 제일 많이 일어나는 범죄는 절도죄인 반면, 한국은 사기죄가 1위를 기록하고 있다.  2018년, 대검찰청 통계를 보면, 한국은 2014년까지 절도죄가 1위를 차지 했지만, 그 이후에 사기죄가 절도죄의 건수를 앞지르기 시작하였다.  형사정책연구원의 '2016년 전국범죄피해조사'에 의하면 14세 이상 국민 10만명당 1152.4건의 사기사건이 발생하였다.

## 원인
사기죄의 원인으로 전문가들은 개인의 윤리 의식은 약화되고 반면에 돈과 재산에 대한 욕망이 과해진 것으로 뽑고 있다.  죄를 짓더라도 돈을 더 많이 소유하겠다는 발상이 생기게 되면서, 사기죄에 대한 인식이 바뀌었다는 것이다.

## 중국
중국에서 사기죄라는 것은 매우 사람을 속여 재물을 교부받거나, 재산상 불법의 이익을 얻거나 하는(예를 들어 무임숙박을 하는 것, 무임승차를 하는 것 등, 본래 유상으로 받는 대우나 서비스를 불법으로 받는 것) 행위, 또는 타인에게 이것을 얻게 하는 행위를 내용으로 하는 범죄의 하나이다. 이에 대한 가해자의 처벌은 매우 엄격하며 피해자에 대한 보상은 전면 보장된다.

## 미국
미국에서 사기죄라는 것은 매우 사람을 속여 재물을 교부받거나, 재산상 불법의 이익을 얻거나 하는(예를 들어 무임숙박을 하는 것, 무임승차를 하는 것 등, 본래 유상으로 받는 대우나 서비스를 불법으로 받는 것) 행위, 또는 타인에게 이것을 얻게 하는 행위를 내용으로 하는 범죄의 하나이다. 이에 대한 가해자의 처벌은 매우 엄격하며 피해자에 대한 보상은 전면 보장된다.

## 영국
영국에서 사기죄라는 것은 매우 사람을 속여 재물을 교부받거나, 재산상 불법의 이익을 얻거나 하는(예를 들어 무임숙박을 하는 것, 무임승차를 하는 것 등, 본래 유상으로 받는 대우나 서비스를 불법으로 받는 것) 행위, 또는 타인에게 이것을 얻게 하는 행위를 내용으로 하는 범죄의 하나이다. 이에 대한 가해자의 처벌은 매우 엄격하며 피해자에 대한 보상은 전면 보장된다.

## 일본
일본에서 사기죄라 함은 사람을 속여 재물을 교부받거나, 재산상 불법의 이익을 얻거나 하는(예를 들어 무임숙박을 하는 것, 무임승차를 하는 것 등, 본래 유상으로 받는 대우나 서비스를 불법으로 받는 것) 행위, 또는 타인에게 이것을 얻게 하는 행위를 내용으로 하는 범죄의 하나이다. 일본 형법 제246조에 규정되어 있다. 미수범도 처벌된다. (일본 형법 제250조)

## 같이 보기
- 준사기죄
- 공갈죄

## 참고문헌
- 장승일. "사기죄의 불법구조와 ‘재산상 손해’ 개념의 검토." 법학논총 35.2 (2015): 145-168.
- 원형식. "사기죄에서 처분의사 및 재산상 손해 -대법원 2017. 2. 16. 선고 2016도13362 전원합의체 판결-." 一鑑法學 0.38 (2017): 507-531.
- 박상진. "사기죄의 보호법익과 처벌범위에 대한 고찰 - 소비자보호의 관점에서 -." 형사법의 신동향 -.80 (2023): 77-102.
- 박상진. "사기죄에서의 기망개념과 처벌범위의 한계 - 한국과 일본의 주요 판례를 중심으로 -." 형사법의 신동향 -.86 (2025): 223-256.
- 서보학. "사기죄에 있어서 처분의사의 필요성 여부와 처분의사의 내용." 경희법학 52.4 (2017): 205-239.
- 강동범. "예금이체에 의한 컴퓨터사용 사기죄에 있어 친족상도례의 적용." 법학논집 11.2 (2007): 139-156.
- 강미영. "부작위에 의한 사기죄에서의 기망행위와 신의성실의 원칙." 아주법학 9.3 (2015): 233-249.
- 임지연,and 김계현. "의료법에 의하여 개설되지 아니한 의료기관의 요양급여비용청구와 사기죄." 東亞法學 -.92 (2021): 123-154.
- 최준혁. "사기죄의 처분행위와 처분의사에 관한 대법원 2016도13362 전원합의체 판결의 의미." 법학연구 21.3 (2018): 237-275.
- 최병천. "사기죄와 불가벌적 사후행위." 법학논총 39.2 (2019): 111-136.
- 김희수. "사기죄에서 말하는 처분행위가 인정되기 위해 피기망자에게 처분결과에 대한인식이 필요한지 여부." 사법 1.40 (2017): 279-330.
- 송승은. "사기죄의 처분행위와 처분의사." 법률실무연구 6.3 (2018): 209-230.
- 김형만. "사기죄의 입법체계상 지위와 재산상 손해." 법학논총 22.3 (2015): 535-555.
- 안정빈. "우리 형법상 사기죄 규정 해석 및 적용과정상의 문제점과 한계 ― 사기죄의 제한해석을 중심으로 ―." 서울법학 28.2 (2020): 111-143.
- 김재봉. "사기죄와 배임죄의 죄수·경합 관계 - 대법원 2017. 2. 15. 선고 2016도15226 판결 -." 최신판례분석 67.3 (2018): 855-888.
- 김재봉. "사기죄와 배임죄의 죄수·경합 관계 - 대법원 2017. 2. 15. 선고 2016도15226 판결 -." 법조 67.3 (2018): 855-888.
- 김재봉. "사기죄의 본질과 처분의사의 내용." 형사법연구 30.4 (2018): 165-193.
- 유용봉. "대법원 판례상 사기죄의 법익에 관한 해석론적 고찰." 한국경찰연구 12.2 (2013): 143-162.
- 안정빈. "부동산 이중매매계약과 관련한 배임죄와 사기죄 성립에 관한 연구 - 사기죄 성립가능성 논의를 중심으로 -." 중앙법학 27.1 (2025): 155-185.
- 윤상민. "명의신탁된 자동차의 처분과 절도죄 및 사기죄 성립여부." 법학논총 20.3 (2013): 403-422.
- 이승호. "사기죄의 범행구조와 처분행위의 내용." 형사법의 신동향 0.62 (2019): 133-164.
- 홍순건. "사기죄에서의 피해자 범위 개념의 확장과 포괄일죄에 관한 제문제." 법조 73.5 (2024): 321-359.
- 한상훈. "입찰방해죄와 사기죄, 컴퓨터등사용사기죄의 성부." 한국형사소송법학회 학술대회 논문집 2015.1 (2015): 1-29.
- 황태정. "사기죄의 처분행위와 처분의사 - 대법원 2017. 2. 16. 선고 2016도13362 전원합의체 판결 -." 법조 66.3 (2017): 809-845.
- 오영근. "대포통장에서의 현금인출과 전기통신금융사기죄의 성립여부 - 대법원 2016. 2. 19. 선고 2015도15101 전원합의체 판결 -." 법조 66.2 (2017): 671-693.
- 장진환. "대작(代作)미술품 거래와 사기죄 : 대법원 2020. 6. 25.선고 2018도13696 판결을 소재로." 법과 사회 0.65 (2020): 211-246.
- 박선종. "키코 판결의 재조명―형법 제347조상 사기죄의 인용가능성을 중심으로―." 증권법연구 18.3 (2017): 113-135.
- 오경식. "신용카드 부정사용과 사기죄 成否에 대한 연구." 형사법연구 21.4 (2009): 25-46.
- 이승준. "화가의 친작사기와 사기죄의 성부 - 2018도13696 판결을 소재로 -." 동북아법연구 17.1 (2023): 181-212.
- 원형식. "컴퓨터 등 사용사기죄의 입법경과와 입법자의 의사-대법원 2003. 1. 10. 선고 2002도2363 판결-." 형사법연구 19.1 (2007)
- 강미영. "부작위에 의한 사기죄와 조리." 한국형사법학회 학술대회 논문집 2019.1 (2019): 35-74.
- 최관식. "위법한 직장폐쇄와 사기죄 성립여부." 형사법의 신동향 0.50 (2016): 139-161.
- 김재영. "소비자거래에 있어서 사기죄에 관한 소고." 월간소비자정책동향 -.64 (2015): 2-18.
- 안경옥. "사기죄의 기수." 刑事判例硏究 6.- (1998): 297-329.
- 김상호(金相昊). "사기죄의 재산상 손해." 東亞法學 -.17 (1994): 147-166.
- 김신. "사기죄에서 처분행위와 처분의사의 위치." 비교형사법연구 22.3 (2020): 221-246.
- 김봉수. "사기죄의 본질과 책략절도 - 처분의사의 개념 변화를 중심으로 -." 비교형사법연구 23.4 (2022): 27-49.
- 김재봉. "사기죄와 처분의사." 刑事判例硏究 11.- (2003): 166-190.
- 안동준. "사기죄의 성립과 피해자책임, 그리고 한걸음 더." 被害者學硏究 13.2 (2005): 5-30.
- 김성룡. "사기죄에 관한 대법원판례의 소극적 기망행위와 관련한 몇 가지 문제점." 刑事判例硏究 14.- (2006): 115-152.
- 박상진. "사기죄에 있어 “기망”과 “보호법익”에 대한 연구." 홍익법학 16.1 (2015): 431-450.
- 조광훈. "사기죄의 기망행위의 평가인자에 관한 검토." 영남법학 0.39 (2014): 1-27.
- 황만성. "형법상 사기죄 관련규정의 제ㆍ개정방안." 형사정책연구 77.- (2009): 471-497.
- 강기중, 안정빈. "부작위 사기죄와 관련한 형법 도그마틱 - 비의무범적 재산범죄인 사기죄에서의 고지의무를 중심으로 -." 법학논총 30.1 (2023): 201-230.
- 김현우. "사기죄의 ‘기망’ 행위에 대한 고찰." 한양법학 35.- (2011): 427-447.
- 배미란. "불법원인급여와 사기죄 -한국과 일본의 논의를 중심으로-." 법학논총 29.2 (2012): 71-88.